# Sarah Cheng-De Winne
Sarah Cheng-De Winne (Chino simplificado: 郑雪梅, chino tradicional: 鄭雪梅) (nacida el 2 de diciembre de 1987) es una cantante y compositora singapuresa. En el 2013, fue ganadora en la 12.ª de los Premios de Música Independiente, tras interpretar su primer tema musical titulado "Love-Shape Void", en la categoría de la música Cristiana Contemporánea/Evangélica. También fue nominada en la categoría B/Soul, tras interpretar su próximo tema musical titulado "Rain Diagonal". Ella ha publicado dos álbumes como, Let's Pretend (2010) y Brand New (2012). Sarah también es una artista reconocida por su fotografía de retrato, lo que le hizo famosa fue cuando ella admitió de tener una cartera con numerosos blogs de  fotografías. Sarah antes era una DJ de radio, trabajaba en la emirosa "938LIVE" de "MediaCorp 2011-2012".

## Discografía
- Let's Pretend (2010)
- Brand New (2012)